# Le Baile
Le Baile est le deuxième EP de l'artiste Bianca Costa. Il s'agit d'un véritable carte de visite pour la jeune artiste. Le projet est fortement imprégné de ses influences brésiliennes, portugaises et françaises. Avec ce projet, Bianca Costa a pu découvrir la scène. Elle a sillonné les festivals de France lors de l'été 2022. Elle a également assuré quelques premières partie d'Angèle, dont une date à Paris La Défense Arena, devant 40 000 personnes.
Pour promouvoir son EP, Bianca Costa a sorti le décembre 2022 le clip de Cinderela, en featuring avec Soso Maness et MC Pedrinho. Sur le morceau, les trois artistes revisitent le tube Samba de Janeiro de Bellini en lui offrant une touche electro et rap.
Cet EP amènera Bianca Costa à performer dans la salle parisienne La Cigale le 14 décembre 2023.

## Pistes
| 1.       | Seleção                                     | Bianca Costa                           | 2:06 |
| 2.       | Pegador (feat. Joyca)                       | Bianca Costa                           | 2:33 |
| 3.       | A2                                          | Bianca Costa                           | 2:16 |
| 4.       | Cinderela (feat. MC Pedrinho & Soso Maness) | Bianca Costa, MC Pedrinho, Soso Maness | 2:57 |
| 5.       | Le carré                                    | Bianca Costa                           | 2:13 |
| 6.       | Ounana                                      | Bianca Costa                           | 2:31 |
| 7.       | Saudades                                    | Bianca Costa                           | 1:53 |
| 00:16:31 |                                             |                                        |      |